# Économiste de la construction
Vous pouvez aider à l'améliorer ou bien discuter des problèmes sur sa page de discussion.
- Il ne cite pas suffisamment ses sources. Vous pouvez indiquer les passages à sourcer avec {{référence nécessaire}} ou {{Référence souhaitée}}, et inclure les références utiles en les liant aux notes de bas de page. (Marqué depuis décembre 2019)
- Son ton est trop promotionnel ou publicitaire, voire hagiographique. Le texte doit adopter un ton neutre et encyclopédique. (Marqué depuis décembre 2019)
- Il n’est pas rédigé dans un style encyclopédique. (Marqué depuis décembre 2019)

- Archive Wikiwix
- Bing
- Cairn
- DuckDuckGo
- E. Universalis
- Gallica
- Google
- G. Books
- G. News
- G. Scholar
- Persée
- Qwant
- (zh) Baidu
- (ru) Yandex
- (wd) trouver des œuvres sur Wikidata

Un économiste de la construction a un rôle dans toutes les phases de la réalisation d'un bâtiment. Il est principalement chargé de l'estimation financière de celui-ci.
L'économiste de la construction doit déterminer le prix de revient total d'une construction. Aidé d'outils informatiques, il calcule les quantités de béton, les superficies des charpentes, le nombre de personnes à employer et leur coût. Il doit aider le maître d'ouvrage à comparer les propositions des entreprises qui ont répondu à l'appel d'offres. Il supervise l'évolution des travaux pour vérifier que le budget est bien respecté.
Aujourd’hui, les opérations de construction, réhabilitation ou rénovation d’un bâtiment deviennent de plus en plus complexes du fait de l’évolution permanente des techniques et des réglementations. La maîtrise financière des études, de la réalisation et de l’exploitation de l’ouvrage est donc indispensable à l’acte de bâtir.
De ce fait, la mission de l’économiste de la construction s’effectue en étroite collaboration avec les architectes, les ingénieurs du projet et les entrepreneurs. Pour cela, il doit comprendre et analyser le projet dans sa globalité afin d’établir l’étude technique et financière la plus pertinente. Ce travail exige un véritable dialogue au sein de la maîtrise d’œuvre et avec la maîtrise d’ouvrage pour que chaque projet soit mené a bien

## Histoire
Sous l'Ancien Régime, il était appelé « toiseur », mais aussi « toiseur-vérificateur », « toiseur du Roy ». Puis il devient « métreur-vérificateur » à partir de 1840, date de la mise en place définitive du mètre sur l'ensemble du territoire français selon la loi de Louis Philippe du 4 juillet 1837.
Le terme d'économiste en construction est apparu pour la première fois en 1965 au Québec.
En France, l'UNTEC, Union nationale des techniciens et économistes de la construction, a été créée en 1972 à l'occasion de la mise en place du décret no 73-207 du 28 février 1973 sur l'ingénierie. Le terme de « technicien de l'économie de la construction », initialement présent, a laissé la place au titre d'économiste de la construction qui s'est généralisé en France à partir de 1992.
La principale autorité représentative des économistes de la construction reste à présent l'UNTEC. Cependant, de nombreux professionnels y préfèrent les appellations d'économiste de la construction, d'économiste-vérificateur-conseil ou de métreur-vérificateur-conseil.
L'appellation  « métreur tous corps d'état » peut s'appliquer au métier d'une personne réalisant des prestations sur tout type de travaux, par exemple gros œuvre en maçonnerie, second œuvre charpente, couverture, plomberie, chauffage, climatisation, carrelage, cloisons, peinture, tapisserie.

## Une intervention continue
L’appui de l’économiste de la construction au cours du processus d’avancement d’un projet :
- L’esquisse (ESQ) : L’économiste de la construction rédige, en partenariat avec l'équipe de conception, une description sommaire de l’ouvrage et engage un dialogue avec la maîtrise d’ouvrage afin de mieux comprendre les souhaits de cette dernière. Il fournit une première estimation du coût des travaux.

- L'avant-projet (AVP) : Lors de cette phase subdivisée en deux étapes consécutives, avant-projet sommaire (APS) et avant-projet détaillé (APD), l'économiste remet au maître d’ouvrage une description précise du projet ainsi qu’une estimation du coût prévisionnel des travaux à valeur contractuelle. L’économiste en construction, au sein de l'équipe de maîtrise d'œuvre, s’engage donc sur un montant de travaux auquel s’appliquera un taux de tolérance variable en fonction de la complexité de l'ouvrage et du niveau d'avancement des études.

- Le projet (PRO) : L’économiste de la construction réalise les pièces écrites descriptives des travaux en fonction des prescriptions retenues, consignées dans les cahiers des clauses techniques particulières ou CCTP. Il affine son estimation en incluant les dernières modifications.

- L’assistance à la passation des contrats de travaux (ACT) : Il effectue l’analyse des offres pour la maîtrise d’ouvrage en fonction des critères définis pour choisir le mieux disant. L’économiste en construction assiste la maîtrise de l’ouvrage dans les négociations avec les entreprises.

- La direction d'exécution des travaux (DET) : Il s’assure de la bonne mise en œuvre des prescriptions et réalise le suivi financier du chantier.

- L'assistance aux opérations de réception (AOR) : L’économiste en construction solde les comptes du chantier en validant les décomptes généraux définitifs.

## Missions
Les missions de l'économiste en construction sont :

### Études de faisabilité ou de programmation
L’économiste en construction évalue les coûts de réalisation d’études et/ou de construction d’un ouvrage ainsi que les impacts budgétaires du bâtiment sur son environnement.

### Concours d’architecture ou de maîtrise d’œuvre
Il participe à la description de l’ouvrage et évalue le coût prévisionnel provisoire des travaux (concours sur APS) ou bien valide l'enveloppe prévisionnelle affectée aux travaux par le Maître de l'Ouvrage (concours sur esquisse).

### Diagnostic (DIA)
Dans le cas de projets de réhabilitation ou de rénovation, il peut effectuer les diagnostics généraux des ouvrages existants.

### Estimation
Elle se décline sous différentes formes et évolue selon les phases des travaux dans laquelle l'économiste opère, passant tout d'abord par la phase faisabilité qui détermine dans un cadre général le coût d'une construction selon des éléments succincts fournis par un maître d'ouvrage (programme...), puis par la phase esquisse qui approfondit sans détails le coût d'un bâtiment selon des critères techniques plus avancés et des plans d'architecture sans détails apparents, et enfin par les phases APS (avant-projet sommaire) et APD (avant-projet définitif) qui viennent clarifier auprès du maître d'ouvrage un coût de travaux réaliste dont la variation n'excède en général pas 5 % du montant définitif de travaux.

### Métré
Le métré permet de déterminer des quantités réelles d'ouvrages mis en œuvre selon des modes de mesurage conventionnels ou normalisés (exemple : le mètre cube de béton, le kilogramme d'acier, le mètre carré de carrelage, le mètre carré de cloison, le mètre carré de peinture, le milli litre de plinthes, etc.). Le métré est indissociable de l'estimation.
Sa mise en œuvre parait simple en apparence, mais ce métier demande beaucoup de rigueur et de nombreuses capacités d'analyse et d'organisation.
Le métré est généralement réalisé sur la base de plans fournis par les concepteurs, mais peut également s'effectuer sur site dans le cas de travaux de rénovation ou de réhabilitation. Des méthodes émergentes apparaissent avec les évolutions technologiques en constante évolution (historique : le métreur travaillait, il y a peu, à la main et avec sa calculatrice, puis vint l'avènement des tables à numériser et pour conclure, le travail sur ordinateur, directement en relation avec les plans et les logiciels que les architectes utilisent).

### Description des ouvrages
Plus encore que le métré ce domaine demande une rigueur sans faille, bien évidemment les gens travaillant dans ce domaine ne sont pas des machines et leur but est de minimiser voire de ne pas commettre d'oubli dans les ouvrages à décrire. Car il n'est de plus grand ennemi au descripteur et quantifier que l'oubli.
La description des ouvrages consistent à décrire comme son nom l'indique, non sommairement, mais le plus précisément possible les matériaux utilisées dans la matière, le procédé de réalisation, de mise en œuvre, d'entretien, etc.

### Assistance économique à maîtrise d'ouvrage
L’économiste en construction assiste également la maîtrise d’ouvrage dans les domaines des études de faisabilité économiques, l'estimation des enveloppes prévisionnelles, la programmation, le management économique des programmes et projets immobiliers (MEPPI), l’exploitation ou la maintenance du patrimoine bâti, les audits et expertises économiques. 
Il existe beaucoup de formes d'assistance à la maîtrise d'ouvrage. La plus connue consiste en l'aide à l'élaboration du programme (à ne pas confondre avec le parti architectural, qui est le manifeste de l'architecte) soit d'aménagement, soit d'exploitation. Cette assistance est de plus en plus souvent assortie d'une étude en coût global : à savoir la simulation du coût total d'un bâtiment tout le long de sa durée de vie (construction, études, modifications, exploitation et déconstruction). Cette pratique est de plus en plus demandée par les maîtres d'ouvrage, sous l'impulsion de l'application des politiques de la Haute Qualité Environnementale.
Il consiste par exemple à proposer et à aider le maître d'ouvrage dans ses choix et orientations, dans l'analyse des offres que les entreprises lui remettent, dans les négociations à opérer avec les entreprises, dans les solutions techniques et économiques les plus adaptées, etc.
- Ordonnancement, pilotage, coordination (OPC) : rôle de coordonnateur de travaux
- L'expertise d'assurance
- Vérification de devis et mémoires
- Rédaction des différentes pièces écrites servant à la réalisation de la construction
- Suivi financier des opérations

## Formation
Il existe plusieurs façons d’accéder au métier d’économiste de la construction : 
1. Soit avec un Bac pro Technicien d'études du bâtiment option A : études et économie (TB2E), puis un BTS Étude et économie de la construction puis en complément soit une licence professionnelle dans le domaine de l'économie de la construction soit une école d'ingénieur si la personne est motivée et avec de très bons résultats.
2. Soit avec un Bac technologique STI2D (Sciences et Technologies de l'Industrie et du Développement Durable) spécialité architecture et construction (STI2D AC), puis un BTS Étude et économie de la construction et une école d'ingénieur.
3. Soit avec un Bac général série scientifique puis soit un BTS Étude et économie de la construction soit une licence professionnelle dans le domaine de l'économie de la construction soit une école d'ingénieur.

Les économistes de la construction étant de plus en plus souvent amenés à exercer le droit à titre accessoire, une formation spécifique est proposée depuis 2009 en partenariat entre l'UNTEC et l'université de Tours.

## Aptitudes professionnelles
- Sens de la précision, car l'économiste de la construction doit estimer les coûts de réalisation d'un ouvrage jusqu'au moindre détail
- Très bonnes prédispositions à la communication, à la pédagogie et au reporting, car il est amené à collaborer et à rendre des comptes à des interlocuteurs variés
- Goût pour les chiffres assorti d'une bonne capacité de synthèse pour analyser, planifier et projeter financièrement la réalisation de l'ouvrage dans ses différentes phases
- Capacité d'innovation, car il doit en permanence rechercher et proposer des solutions permettant de satisfaire le client et d'optimiser la réalisation du chantier
- Goût du contact, mobilité et adaptabilité, car c'est autant un métier de bureau (au contact des ingénieurs études) que de terrain pour accompagner les équipes d'exécution (directeur/conducteurs de travaux)

## Salaire
Un économiste de la construction fait partie de la famille des cadres chargés d'études économiques, financières et commerciales, qui gagnent en moyenne près de 68 000 euros par an.
- Jeune diplômé : entre 28 000 et 35 000 euros
- Jeune cadre : entre 35 000 et 45 000 euros
- Cadre confirmé : entre 45 000 et 55 000 euros

## Évolution professionnelle
- Ingénieur commercial (construction)
- Directeur commercial (construction)
- Directeur technique (construction)
- Directeur de travaux
- Ingénieur d'études (construction)
- Conducteur de travaux